# Endoxa
Endoxa (ἔνδοξα) é uma palavra grega que deriva da também grega doxa (δόξα). Enquanto Platão condenou a doxa (crenças e opiniões) como um ponto de partida para alcançar a verdade, Aristóteles utilizou o termo endoxa (crenças comumente sustentadas aceitas pelos sábios e pelos mais antigos e influentes retores) para reconhecimento das crenças da cidade. Endoxa é uma crença mais estável do que “doxa”, porque ela tem sido “testada” nos debates da polis por algum debatedor. A utilização do termo endoxa pelo estagirita pode ser encontrada nas suas obras “Tópica” e “Retórica”.
Aristóteles define a endoxa como as opiniões que são aceitas por todos, pela maioria ou pelos sábios, isto é, por todos, ou pela maioria, ou pela maioria dos mais respeitáveis entre eles.